# Marc Janko
Marc Janko (Wenen, 25 juni 1983) is een Oostenrijkse voormalige voetballer die bij voorkeur uitkwam als centrumspits. Janko debuteerde in 2006 in het Oostenrijks voetbalelftal.

## Clubcarrière

### Admira Wacker
Janko's  profcarrière begon bij VfB Admira Wacker Mödling. In zijn jeugd had hij vaak te kampen met blessures. Oorzaak hiervan waren groeispurten die hem een lengte van 1,96 m opleverden. Bij de club uit Neder-Oostenrijk debuteerde hij in 2002 in het eerste team. De eerste twee seizoenen kwam hij niet aan spelen toe in officiële wedstrijden. In zijn derde jaar speelde hij zich in de kijker bij Red Bull Salzburg, dat hem voorafgaand aan het seizoen 2005/06 overnam. Hij speelde 13 competitieduels voor VfB Admira Wacker Mödling en scoorde daarin twee treffers.

### Red Bull Salzburg

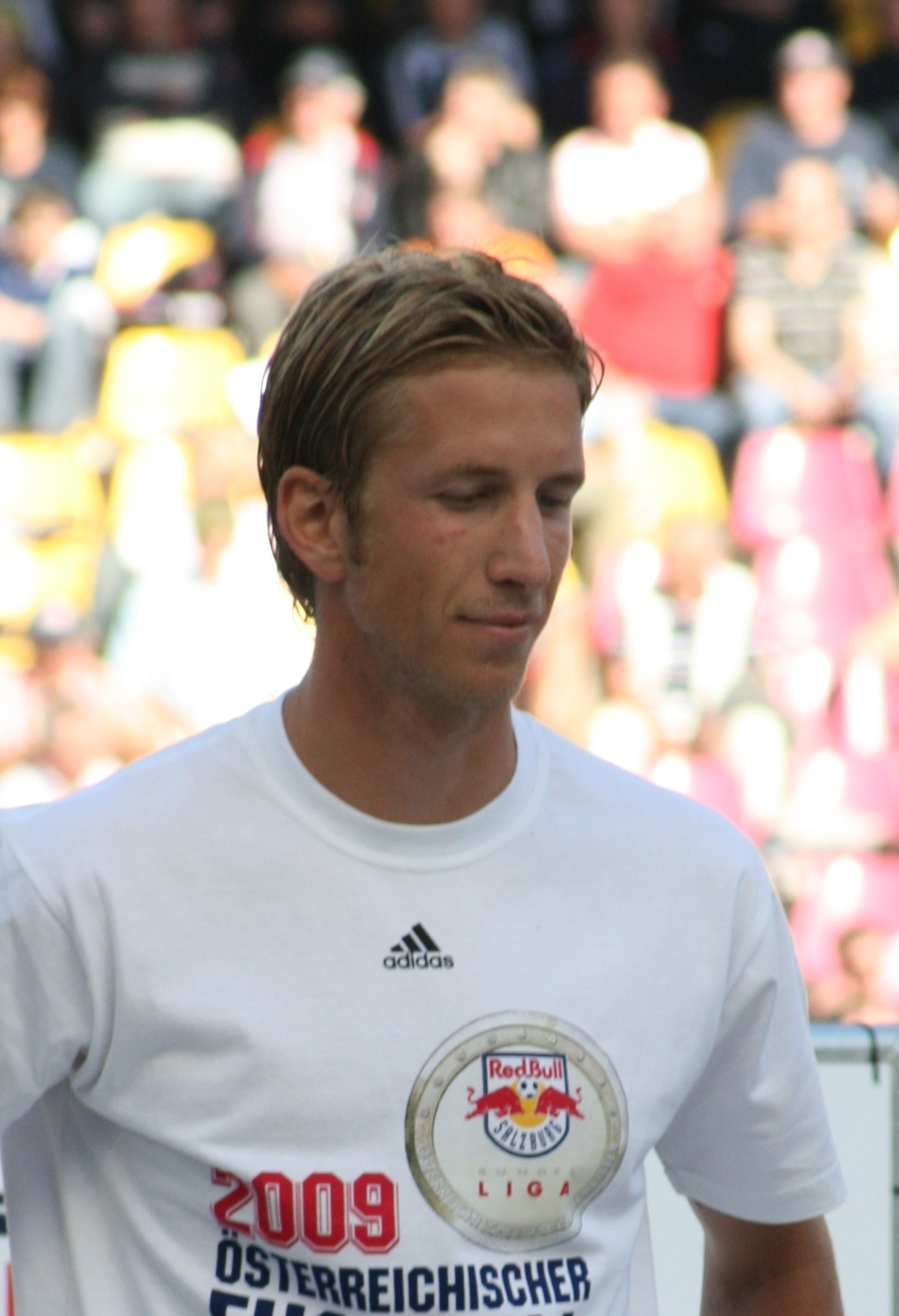
Janko bij Red Bull Salzburg.

Na wat opstartproblemen speelde Janko zich bij Red Bull Salzburg in de basis. In zijn eerste seizoen bij de club scoorde hij elf doelpunten in achttien wedstrijden. In het daaropvolgende seizoen liep hij een blessure aan zijn bekken op en moest hij bijna het complete seizoen vanaf de tribune toekijken. Zijn rentree volgde in november 2007 in de wedstrijd tegen LASK Linz. Ondanks zijn marginale bijdrage, werd hij dat seizoen landskampioen met de club.
Tijdens het seizoen 2008/2009 bleek de offensieve aanpak van de nieuwe coach Co Adriaanse Janko te liggen. In de eerste competitiewedstrijd van het seizoen tegen SV Mattersburg (6-0) scoorde hij een hattrick. In speelronden 13 en 14 maakte hij in totaal zeven doelpunten. Tegen rivaal Rheindorf Altach maakte hij als invaller binnen 24 minuten vier doelpunten, nadat Salzburg eerst op een 0-2-achterstand was gekomen.
Op 16 november 2008 werd hij topscorer aller tijden van Red Bull Salzburg. Op dat moment had hij 25 doelpunten gemaakt en verbrak hij het oude record over van Oliver Bierhoff, die 23 doelpunten scoorde in het complete seizoen 1990/1991. Janko verbrak dit in een half seizoen. Even daarna werd de aanvaller verkozen tot Speler van het Jaar 2008 door de trainers van de Bundesliga.
Begin 2009 tekende Janko een nieuw contract dat hem tot medio 2013 aan Red Bull Salzburg verbond, ondanks interesse van clubs als Blackburn Rovers, Palermo en Bolton Wanderers. De spits maakte dat seizoen 39 doelpunten in 34 duels. Met dit aantal werd hij topscorer van de Oostenrijkse competitie en won hij de Bronzen Schoen in het Gouden Schoen-klassement, achter Diego Forlán en Samuel Eto'o. Hij bleef twee doelpunten achter op het Oostenrijkse record van Hans Krankl, die in het seizoen 1977/78 voor Rapid Wien 41 keer scoorde.

### FC Twente

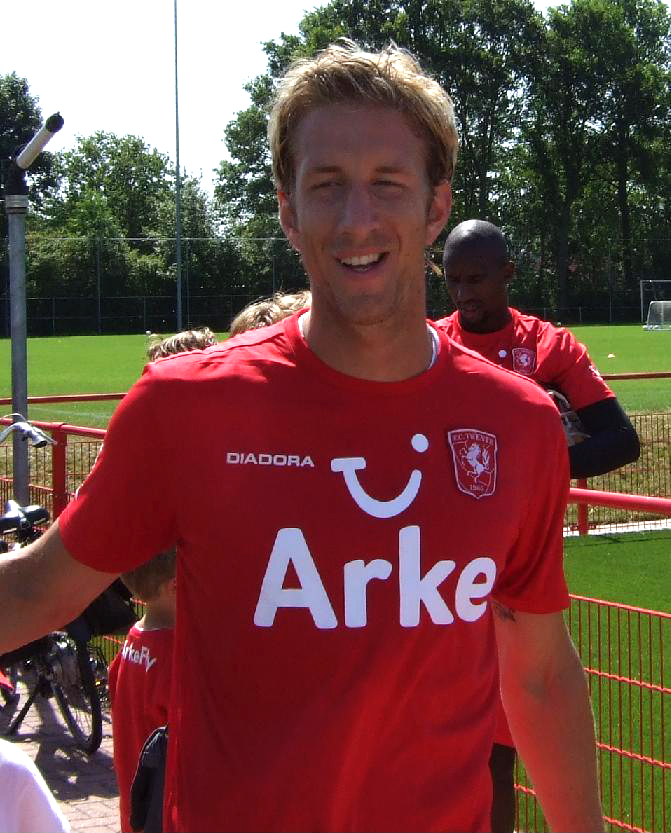
Janko bij FC Twente

Eind juni 2010 bereikte Salzburg een akkoord met FC Twente over een transfer van Janko. Met de overgang was een bedrag rond de zeven miljoen euro gemoeid. Janko tekende voor vier jaar in Enschede. Op 19 januari 2011 scoorde hij vier doelpunten en gaf hij een assist in de met 5-0 gewonnen competitiematch tegen Heracles Almelo. In de finale van de KNVB beker 2010/11 tegen Ajax scoorde hij drie minuten voor het einde van de tweede verlenging het beslissende doelpunt: 3-2. Ondanks het diverse blessureleed dat Janko kreeg te verduren tijdens het seizoen kwam hij tot 42 duels, waarin hij zeventien keer trefzeker was.
Het seizoen 2011/12 begon voor Janko goed. Hij scoorde in de strijd om de Johan Cruijff Schaal, waarin Ajax met 2-1 verslagen werd. Ook was hij trefzeker in de voorrondes van de Champions League. In de competitie, beker en Europa League opende hij tevens zijn scoreformulier. Op 8 oktober 2011 scoorde hij tegen RKC Waalwijk drie treffers, waarmee hij zijn carrièretotaal in het competitievoetbal tot over de honderd doelpunten tilde. Zijn seizoenstotaal bij FC Twente kwam daarmee op zestien treffers in evenzoveel duels.

### FC Porto
Op 31 januari tekende Janko bij FC Porto voor een contractduur van drieënhalf jaar. De Portugezen betaalden FC Twente naar eigen zeggen drie miljoen euro voor de overgang. In zijn contract werd een clausule opgenomen van twintig miljoen euro.

### Trabzonspor
Op 28 augustus tekende Janko een driejarig contract bij Trabzonspor, dat €2.340.000 voor hem betaalde en hem rugnummer 83 gaf.

### FC Basel
Janko tekende in juni 2015 een eenjarig contract bij FC Basel, dat hem transfervrij overnam van Sydney FC. In zijn verbintenis werd een optie voor nog een seizoen opgenomen. In de eerste vijf competitieduels van het seizoen maakte hij vijf doelpunten.

### Sparta Praag en FC Lugano
Medio 2017 ging Janko in Tsjechië voor Sparta Praag spelen. Begin 2018 ging hij naar FC Lugano waar hij zijn loopbaan medio 2019 besloot.

## Clubstatistieken
| Seizoen         | Club              | Competitie              | Competitie | Competitie | Beker | Beker | Internationaal | Internationaal | Overig | Overig | Totaal | Totaal |
| Seizoen         | Club              | Competitie              | Wed.       | Dlp.       | Wed.  | Dlp.  | Wed.           | Dlp.           | Wed.   | Dlp.   | Wed.   | Dlp.   |
| --------------- | ----------------- | ----------------------- | ---------- | ---------- | ----- | ----- | -------------- | -------------- | ------ | ------ | ------ | ------ |
| 2002/03         | Admira Wacker     | Bundesliga              | 0          | 0          | 0     | 0     | –              | –              | –      | –      | 0      | 0      |
| 2003/04         | Admira Wacker     | Bundesliga              | 0          | 0          | 0     | 0     | –              | –              | –      | –      | 0      | 0      |
| 2004/05         | Admira Wacker     | Bundesliga              | 13         | 2          |       | 0     | –              | –              | –      | –      | 13     | 2      |
| Club totaal     | Club totaal       | Club totaal             | 13         | 2          |       | 0     | 0              | 0              | 0      | 0      | 13     | 2      |
| 2005/06         | Red Bull Salzburg | Bundesliga              | 18         | 11         | 0     | 0     | –              | –              | –      | –      | 18     | 11     |
| 2006/07         | Red Bull Salzburg | Bundesliga              | 8          | 2          | 0     | 0     | 3              | 1              | –      | –      | 11     | 3      |
| 2007/08         | Red Bull Salzburg | Bundesliga              | 14         | 5          | –     | –     | 0              | 0              | –      | –      | 14     | 5      |
| 2008/09         | Red Bull Salzburg | Bundesliga              | 34         | 39         | 1     | 1     | 2              | 2              | –      | –      | 37     | 42     |
| 2009/10         | Red Bull Salzburg | Bundesliga              | 34         | 18         | 0     | 0     | 11             | 4              | –      | –      | 45     | 22     |
| Club totaal     | Club totaal       | Club totaal             | 108        | 75         | 1     | 1     | 16             | 7              | 0      | 0      | 124    | 83     |
| 2010/11         | FC Twente         | Eredivisie              | 29         | 14         | 4     | 2     | 9              | 1              | 0      | 0      | 42     | 17     |
| 2011/12         | FC Twente         | Eredivisie              | 16         | 10         | 2     | 2     | 8              | 5              | 1      | 1      | 27     | 18     |
| Club totaal     | Club totaal       | Club totaal             | 45         | 24         | 6     | 4     | 17             | 6              | 1      | 1      | 69     | 35     |
| 2011/12         | FC Porto          | Primeira Liga           | 10         | 4          | 0     | 0     | 0              | 0              | 2      | 1      | 12     | 5      |
| Club totaal     | Club totaal       | Club totaal             | 10         | 4          | 0     | 0     | 0              | 0              | 2      | 1      | 12     | 5      |
| 2012/13         | Trabzonspor       | Süper Lig               | 14         | 1          | 3     | 0     | 0              | 0              | –      | –      | 17     | 1      |
| 2013/14         | Trabzonspor       | Süper Lig               | 9          | 1          | 1     | 1     | 3              | 1              | –      | –      | 13     | 3      |
| Club totaal     | Club totaal       | Club totaal             | 23         | 2          | 4     | 1     | 3              | 1              | 0      | 0      | 30     | 4      |
| 2014/15         | Sydney FC         | A-League                | 24         | 16         | 1     | 0     | 0              | 0              | –      | –      | 25     | 16     |
| Club totaal     | Club totaal       | Club totaal             | 24         | 16         | 1     | 0     | 0              | 0              | 0      | 0      | 25     | 16     |
| 2015/16         | FC Basel          | Super League            | 20         | 16         | 1     | 1     | 12             | 3              | –      | –      | 33     | 20     |
| 2016/17         | FC Basel          | Super League            | 24         | 13         | 4     | 1     | 5              | 0              | –      | –      | 33     | 14     |
| Club totaal     | Club totaal       | Club totaal             | 44         | 29         | 5     | 1     | 0              | 0              | 18     | 3      | 67     | 33     |
| 2017/18         | Sparta Praag      | 1. česká fotbalová liga | 5          | 1          | 1     | 0     | 2              | 0              | –      | –      | 8      | 1      |
| Club totaal     | Club totaal       | Club totaal             | 5          | 1          | 1     | 0     | 2              | 0              | 0      | 0      | 8      | 1      |
| 2017/18         | FC Lugano         | Super League            | 12         | 2          | 0     | 0     | 0              | 0              | –      | –      | 12     | 2      |
| 2018/19         | FC Lugano         | Super League            | 8          | 0          | 3     | 1     | 0              | 0              | –      | –      | 11     | 1      |
| Club totaal     | Club totaal       | Club totaal             | 20         | 2          | 3     | 1     | 0              | 0              | 0      | 0      | 23     | 3      |
| Carrière totaal | Carrière totaal   | Carrière totaal         | 248        | 140        | 14    | 7     | 45             | 16             | 3      | 2      | 309    | 165    |

Bijgewerkt op 1 juli 2019

## Interlandcarrière

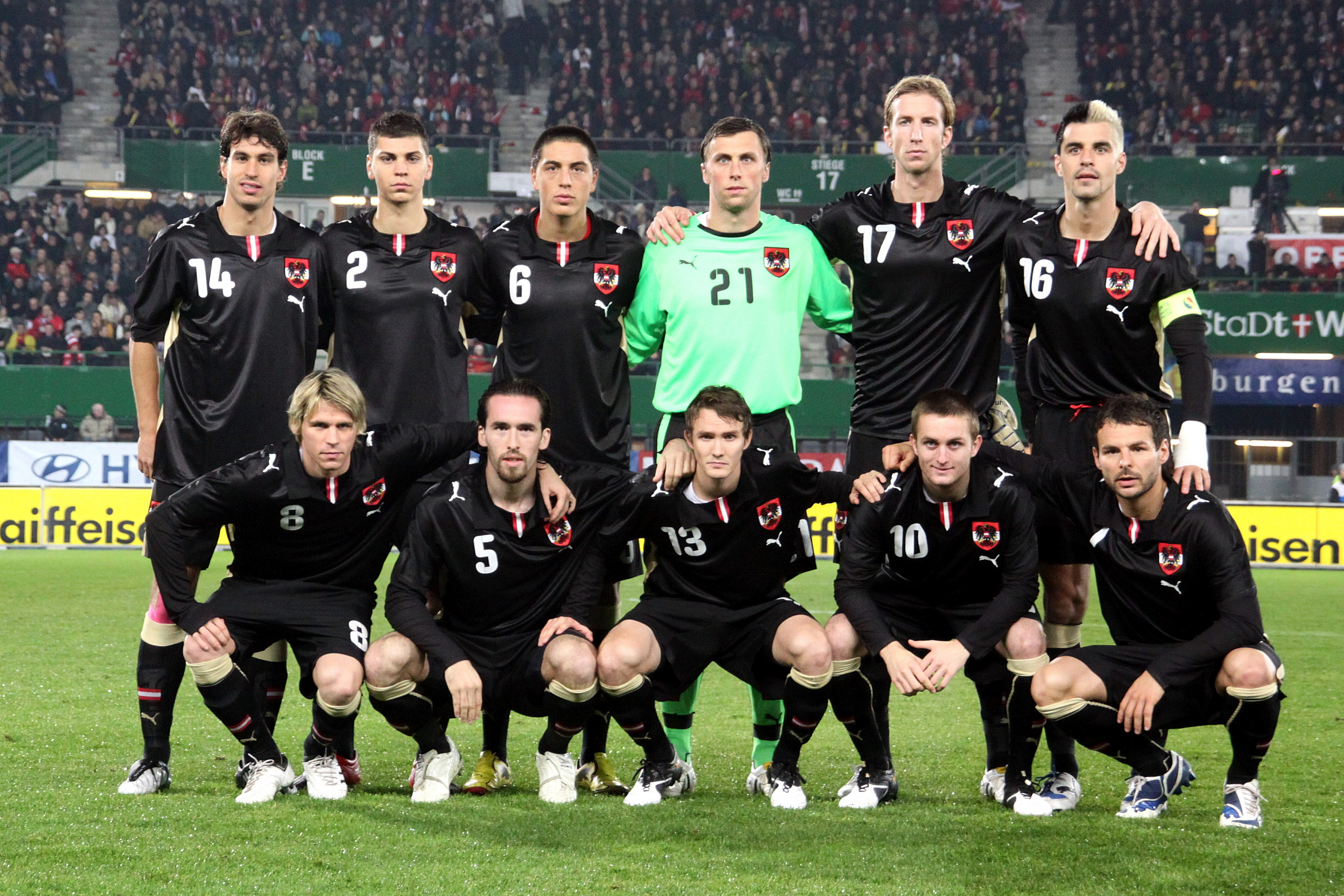
Janko met Oostenrijk (bovenste rij, 2e van rechts) op 18 november 2009.

Op 23 mei 2006 maakte Janko zijn interlanddebuut tegen Kroatië. Bondscoach Josef Hickersberger nam hem niet op in de Oostenrijkse selectie voor het Europees kampioenschap voetbal 2008 in eigen land. Na het EK werd hij door de nieuwe bondscoach Karel Brückner weer bij de nationale selectie gehaald. In de vriendschappelijke wedstrijd tegen Italië maakte hij vervolgens zijn eerste interlanddoelpunt. In de kwalificatiewedstrijden voor het wereldkampioenschap voetbal 2010 scoorde hij tegen Frankrijk en Servië. Met Oostenrijk won Janko in september 2015 het EK-kwalificatieduel tegen Zweden (1–4), waardoor het land zich voor het eerst wist te kwalificeren voor het Europees kampioenschap voetbal. Oostenrijk werd uitgeschakeld in de groepsfase van het EK na nederlagen tegen Hongarije (0–2) en IJsland (1–2) en een gelijkspel tegen Portugal (0–0). Janko speelde mee in twee groepsduels.

## Erelijst
Red Bull Salzburg
- Landskampioen

2006/07, 2008/09, 2009/10
 FC Twente
- Johan Cruijff Schaal

2010, 2011
- KNVB beker

2010/11
 FC Porto
- Landskampioen

2011/12
- Supertaça

2013
 FC Basel
- Raiffeisen Super League

2015/16, 2016/17
Individueel
- Oostenrijks voetballer van het jaar

2008
- Topscorer Bundesliga

2009
- Bronzen Schoen

2009

## Trivia
- Janko is de zoon van de atleten Herbert Janko en Eva Janko-Egger. Zijn moeder haalde op de Olympische Zomerspelen 1968 een bronzen medaille op het onderdeel speerwerpen en won in deze discipline veertien nationale titels. Zijn vader was in 1966 en 1968 nationaal kampioen hoogspringen.